# Wolfram Weiße

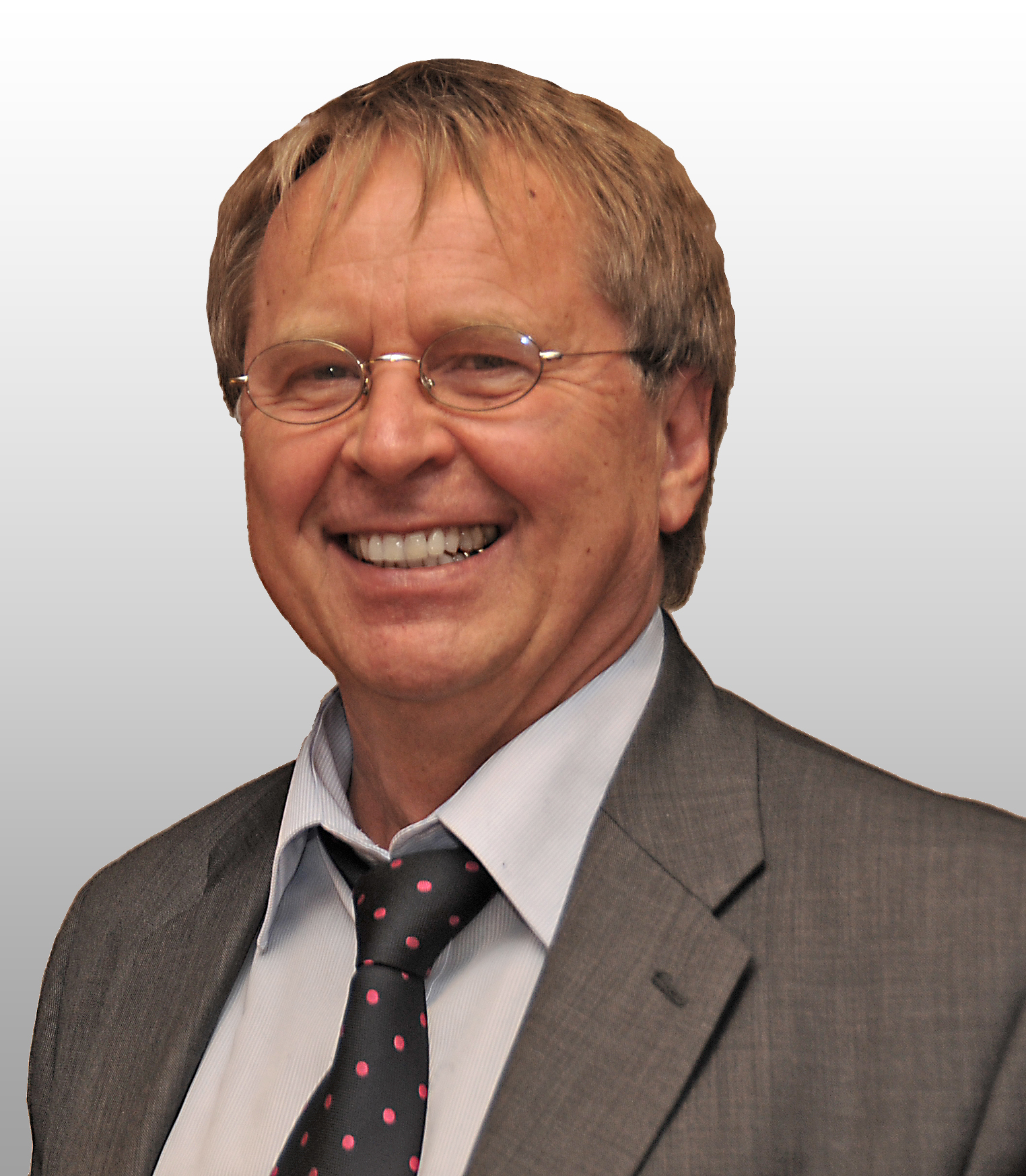

Wolfram Weiße (* 31. Mai 1945 in Frankfurt am Main) ist evangelischer Theologe und Erziehungswissenschaftler in Deutschland. Von 1992 bis 2010 arbeitete er als Professor für Religionspädagogik und internationale Theologie an der Universität Hamburg. Von 2010 bis 2017 war er der Gründungsdirektor der Akademie der Weltreligionen der Universität Hamburg.

## Leben
Weiße studierte in Hamburg, Mainz und Montpellier Theologie (Vollstudium), Geschichte/Soziologie und Erziehungswissenschaft (Lehramtsstudium). Er legte 1971 die erste Staatsprüfung für das Lehramt an Gymnasien ab. Nach der Promotion im Rahmen des DFG-Sonderforschungsbereiches „Selbstverständnis und Funktion von Christenheit in überseeischen Gesellschaften“ in den Jahren 1971–1974 absolvierte er das Referendariat in Hamburg von 1974 bis 1975 und war er von 1975 bis 1982 Lehrer bzw. ab 1978 Koordinator (Abteilungsleiter in der Stellung eines Studiendirektors) für die Sekundarstufe I. Von 1982 bis 1988 war er Hochschulassistent am Fachbereich Erziehungswissenschaft der Universität Hamburg für Religionspädagogik. Nach der Habilitation 1988 an der theologischen Fakultät der Universität Heidelberg erhielt er die Venia legendi im Juli 1990 sowohl für „Religionspädagogik“ am Fachbereich Erziehungswissenschaft als auch für „Ökumenewissenschaft“ an der theologischen Fakultät der Universität Heidelberg. Seit 1992 lehrt er als Professor für Religionspädagogik an der Universität Hamburg. 1995 bekam er einen Ruf an die Universität Bielefeld auf eine Professur für Religionspädagogik/Ökumene, den er ablehnte.
Er leitete ab 1993 das Hamburger Forschungsprojekt „Jugend-Religion-Unterricht in einer von sozialen Disparitäten geprägten multikulturellen Gesellschaft“ sowie das internationale Forschungsprojekt IRE (Inter-Religious Education) mit Kollegen aus Europa und dem südlichen Afrika. Er war seit 1995 Mitbegründer des interreligiösen Dialogkreises „Gesprächskreis interreliöser Religionsunterricht“ (GIR) in Hamburg. Von 1999 bis 2001 war er Dekan des Fachbereichs Erziehungswissenschaft an der Universität Hamburg. Im Sonderforschungsbereich „Umbrüche in afrikanischen Gesellschaften und ihre Bewältigung“ (SFB 520) von 1999 bis 2003 an der Universität Hamburg war er stellvertretender Sprecher mit zwei eigenen Teilprojekten zu Südafrika. Hierbei ging es darum, die Funktion von christlichen Kirchen und muslimischen Verbänden im Umbruch von der Apartheid zur Demokratie in Südafrika zu analysieren. Von 2006 bis 2010 war er Direktor des „Interdisziplinäres Zentrum Weltreligionen im Dialog.“ In dieser Zeit leitete Weiße das von 2006 bis 2009 durchgeführte europäische Forschungsprojekt „Religion in Education. A contribution to Dialogue or a factor of Conflict in transforming societies of European Countries“ (REDCo). In 8 europäischen Ländern wurde empirisch untersucht, wie in verschiedenen gesellschaftlicher und religiöser Kontexten und mit unterschiedlichen Ansätzen in der Schule Religion unterrichtet bzw. religiöse Themen behandelt wurden und welche Konzeptionen dafür leitend waren. Zentraler inhaltlicher Fokus war die Frage, inwieweit interreligiöser Dialog in der Schule möglich ist und wo Grenzen lagen.
Von 2010 bis 2017 war er Gründungsdirektor der Akademie der Weltreligionen der Universität Hamburg. In diesem Rahmen leitete er von 2011 bis 2018 das Forschungsprojekt „Religion und Dialog in modernen Gesellschaften“. In den europäischen Metropolregionen London, Oslo/Stavanger, Stockholm, Rhein-Ruhr und Hamburg wurden sozialwissenschaftlich-empirische Erhebungen zu interreligiösem Dialog in verschiedenen Religionsgemeinschaften und gesellschaftlichen Gruppen, mit einem Schwerpunkt auf Schülerinnen und Schüler, durchgeführt und mit innovativen Ansätzen von Dialog in Buddhismus, Judentum, Christentum, Islam und Alevitentum verbunden. Damit wurde ein Grundstein gelegt für eine Pluralisierung der Theologie an der Universität sowie die Förderung des interreligiösen Dialogs zwischen Religionsgemeinschaften sowie Gesellschaft und Politik mit Schwerpunkt auf Europa. Seine darüber hinausgehenden internationalen Aktivitäten umfassten Vorträge in Europa, Asien, Afrika und Amerika, sowie im Jahr 2022 eine Fellowship am „Stellenbosch Institute for Advanced Study“ (STIAS).

## Forschungsschwerpunkte
- Empirische und theoretische Forschung zu Möglichkeiten und Grenzen eines dialogorientierten Religionsunterrichts
- Interreligiöses und interkulturelles Lernen im multikulturellen Kontext
- Ökumenische und interreligiöse Theologie
- Gesellschaften, Kirchen und Theologien in Südafrika
- Religionspädagogik im Kontext unterschiedlicher Gesellschaften Europas

## Schriften (Auswahl)
Monographien
- Südafrika und das Antirassismusprogramm. Kirchen im Spannungsfeld einer Rassengesellschaft  (= Studien zur interkulturellen Geschichte des Christentums. Band 1). Lang, Frankfurt am Main/Bern 1975, ISBN 3-261-00976-4 (zugleich Dissertation, Hamburg 1974).
- Praktisches Christentum und Reich Gottes. Die ökumenische Bewegung Life and Work 1919–1937 (= Kirche und Konfession. Band 31). Vandenhoeck und Ruprecht, Göttingen 1991, ISBN 3-11-006618-1 (zugleich Habilitationsschrift, Heidelberg 1988).
- Reich Gottes. Hoffnung gegen Hoffnungslosigkeit (= Bensheimer Hefte. Heft 83) (= Ökumenische Studienhefte. Band 6). Vandenhoeck und Ruprecht, Göttingen 1991, ISBN 3-525-87172-4.

Herausgeberschaften und Einzelbeiträge
- Vom Monolog zum Dialog. Ansätze einer dialogischen Religionspädagogik, Waxmann, Münster, 2. Aufl. 1999. ISBN 3-89325-756-X.

- Zusammen mit C. Anthonissen (Eds): Maintaining Apartheid or Promoting Change? The role of the Dutch Reformed Church in a phase of increasing conflict in South Africa, (Religion and Society in Transition, 5). Waxmann, Münster 2004. ISBN 3-8309-1327-3.

- Dialogischer Religionsunterricht in Hamburg. Positionen, Analysen und Perspektiven im Kontext Europas, Waxmann. Münster 2008. ISBN 978-3-8309-2051-9.

- Religious Pluralization and Secularization in Continental Europe, with Focus on France and Germany, in: Society, Vol. 53, Number 1 (January 2016), 32-40.

- Interreligious Dialogue in Theology and Religious Education. In: The Oxford Handbook of Religion and Education, edited by L. F. Gearon & A. Kuusito, Oxford: Oxford University Press, 2025, 314-330.